# District de Zwettl
Le district de Zwettl est une subdivision territoriale du Land de Basse-Autriche en Autriche.

## Géographie

### Lieux administratifs voisins
|  |  |  |
|  |  |  |
|  |  |  |

## Communes
Le district de Zwettl est subdivisé en 24 communes :
- Allentsteig
- Altmelon
- Arbesbach
- Bad Traunstein
- Bärnkopf
- Echsenbach
- Göpfritz an der Wild
- Grafenschlag
- Gross Gerungs
- Grossgöttfritz
- Gutenbrunn
- Kirchschlag
- Kottes-Purk
- Langschlag
- Martinsberg
- Ottenschlag
- Pölla
- Rappottenstein
- Sallingberg
- Schönbach
- Schwarzenau
- Schweiggers
- Waldhausen
- Zwettl